# Spektralfunktion (Modelltheorie)
In der Modelltheorie, einem mathematischen Teilgebiet der Logik, ordnet die Spektralfunktion einer Kardinalzahl die Anzahl der nicht-isomorphen Modelle einer Theorie zu. Das Spektralproblem für eine Theorie ist, diese Werte zu finden.

## Definitionen
Ist {\displaystyle \mathrm {T} } eine Theorie, so ist {\displaystyle \mathrm {I} (\lambda ,\mathrm {T} )} die Anzahl der nicht isomorphen Modelle dieser Theorie. {\displaystyle \mathrm {Cn} } ist die Klasse aller Kardinalzahlen. Die Funktion
{\displaystyle \mathrm {Cn} \to \mathrm {Cn} }
{\displaystyle \lambda \mapsto \mathrm {I} (\lambda ,\mathrm {T} )}
heißt Spektralfunktion. (Diese Funktion ist keine Menge, sondern eine echte Klasse)

## Beispiele
Ist {\displaystyle \mathrm {T} } die Theorie der algebraisch abgeschlossenen Körper (Algebra) einer festen Charakteristik, so ist
{\displaystyle \mathrm {I} (\omega ,\mathrm {T} )=\omega }
und für {\displaystyle \lambda >\omega } ist
{\displaystyle \mathrm {I} (\lambda ,\mathrm {T} )=1}
Denn die Modelle werden genau durch ihren Transzendenzgrad beschrieben. Die abzählbaren Modelle sind genau die mit endlichem oder abzählbaren Transzendenzgrad, und für überabzählbare Transzendenzgrade bestimmt dieser schon die Kardinalität des Körpers.
Ist {\displaystyle \mathrm {T} } die Theorie von {\displaystyle \mathbb {Q} } über der Sprache {\displaystyle \{<\}\cup \{c_{q}|q\in \mathbb {Q} \}}, so gilt:
{\displaystyle \mathrm {I} (2^{\omega },\mathrm {T} )=2^{2^{\omega }}}
Jede {\displaystyle 2^{\omega }} mächtige Teilmenge der irrationalen Zahlen bestimmt ein Modell dieser Theorie.

## Eigenschaften
Allgemein bedeutet
{\displaystyle \mathrm {I} (\lambda ,\mathrm {T} )=1,}
dass die Theorie in dieser Kardinalzahl kategorisch ist.
Der Satz von Löwenheim-Skolem sagt für eine Theorie {\displaystyle \mathrm {T} } mit {\displaystyle \alpha ,\beta \geq |\mathrm {T} |,} dass
{\displaystyle \mathrm {I} (\alpha ,\mathrm {T} )\geq 1\Rightarrow \mathrm {I} (\beta ,\mathrm {T} )\geq 1}

## Abschätzung
Mit elementaren Überlegungen lässt sich zeigen, dass für eine Theorie über einer Sprache {\displaystyle \mathrm {L} } und {\displaystyle \lambda \geq |\mathrm {L} |} gilt:
{\displaystyle \mathrm {I} (\lambda ,\mathrm {T} )\leq 2^{\lambda }}
Diese Abschätzung ist die bestmögliche, für bestimmte {\displaystyle \lambda } und {\displaystyle \mathrm {T} } besteht Gleichheit.